# روابط تولید

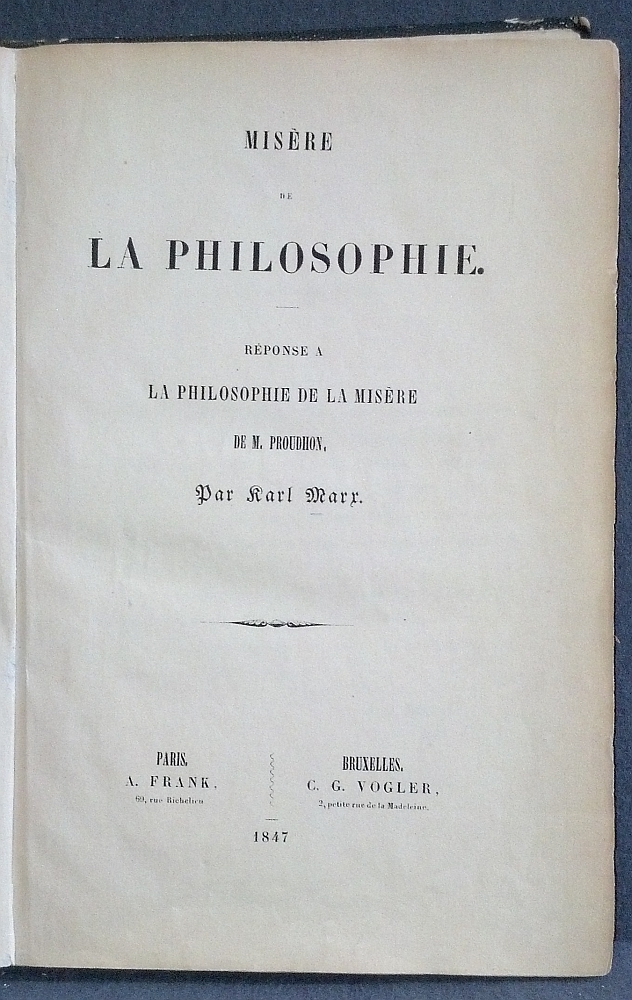
کتاب فلسفه مارکس 1847

روابط تولید روابطی هستند که در جریان عمل انسان‌ها بر طبیعت، بین آنان برقرار می‌گردند و چگونگی توزیع افزارهای کار و عواید تولید را در بین انسان‌ها نمایش می‌دهند.
روابط تولید (آلمانی: Produktionsverhaltnisse) مفهومی است که اغلب توسط کارل مارکس و فردریش انگلس در نظریه مادی‌گری تاریخی و در کتاب سرمایه مورد استفاده قرار گرفت. اولین بار به صراحت در کتاب منتشر شده از مارکس، فقر فلسفه به کار رفت، گرچه مارکس و انگلس قبلاً این اصطلاح را در ایدئولوژی آلمانی تعریف کرده بودند.